# Calouste Gulbenkian
Calouste Sarkis Gulbenkian (in armeno occidentale: Գալուստ Սարգիս Կիւլպէնկեան), noto anche con lo pseudonimo di Mister 5% (Scutari, 23 marzo 1869 – Lisbona, 20 luglio 1955), è stato un imprenditore e filantropo armeno, cittadino britannico dal 1902.
Calouste Gulbenkian è stato un uomo d'affari impegnato nel campo della produzione e commercializzazione del petrolio e un filantropo di origine armena, prima di acquistare la cittadinanza britannica ai primi del XX secolo.

Svolse un importante ruolo nel campo delle concessioni petrolifere in Medio Oriente. Verso la fine della sua vita divenne uno degli uomini più ricchi del mondo e la sua collezione artistica è considerata una delle maggiori raccolte private.

## Biografia
Calouste Gulbenkian nacque nella all'epoca ottomana cittadina di Scutari (Üsküdar), frazione asiatica di Costantinopoli (oggi Istanbul), allora capitale dell'Impero ottomano, da Sarkis e Dirouhi Gulbenkian.
Era figlio di un armeno che si occupava di import-export di petrolio. Suo padre, membro di una nobile famiglia armena stabilitasi nei pressi del Lago di Van fin dal IV secolo, lo inviò nel Regno Unito, affinché frequentasse il King's College di Londra, dove egli studiò Ingegneria petrolifera, per poi passare a studiare le caratteristiche dell'industria petrolifera russa a Baku (nell'odierno Azerbaigian).
Nel 1896 Gulbenkian abbandonò l'Impero ottomano con la sua famiglia, in seguito ai massacri ordinati dal Sultano ottomano Abdul Hamid (massacri Hamidiani). Giunsero in Egitto, dove Gulbenkian conobbe Alexander Mantashev, un importante magnate del petrolio armeno e filantropo.  Mantashev lo aiutò a tessere utili contatti al Cairo. Tra questi figura Sir Evelyn Baring.
Poco più che ventenne, Gulbenkian si spostò a Londra, la città più importante per le questioni legate agli idrocarburi. Divenne un cittadino britannico naturalizzato nel 1902, e nel 1907 contribuì a organizzare la fusione della Royal Dutch Petroleum Company con la "Shell" Transport and Trading Company Ltd. Gulbenkian emerse in quell'occasione come uno dei principali azionisti della società di nuova costituzione, la Royal Dutch Shell. La sua abitudine di pretendere il cinque per cento delle quote delle compagnie petrolifere che egli contribuiva a sviluppare, gli fruttò il soprannome di "Mr. Five Percent".
Nel 1912 Gulbenkian fu il motore occulto che promosse la creazione della Turkish Petroleum Company (TPC) — un consorzio delle principali compagnie petrolifere europee che miravano ad agire in modo coordinato nel settore delle prospezioni petrolifere e allo sviluppo dei diritti connessi nel territorio ottomano dell'Iraq, senza occuparsi di altri interessi. Una promessa relativa a tali diritti di sfruttamento fu fatta dalla TPC, ma lo scoppio della prima guerra mondiale interruppe tali sforzi.
Durante lo smembramento dell'Impero ottomano dopo la fine della guerra, l'Iraq fu assegnato in mandato al Regno Unito. Ne seguirono accesi e prolungati negoziati circa le compagnie che avrebbero potuto investire nella Turkish Petroleum Company. Alla TPC furono garantiti nel 1925 i diritti in esclusiva per le prospezioni petrolifere in Iraq. La scoperta di una enorme riserva petrolifera a Baba Gurgur fornì un forte stimolo per concludere i negoziati, e nel luglio del 1928 fu firmato un accordo, chiamato Accordo della linea rossa (Red Line Agreement), che indicava quali compagnie petrolifere avrebbero potuto investire nella TPC, riservando il 5% delle quote a Gulbenkian. Il nome della compagnia fu cambiato in quello di Iraq Petroleum Company nel 1929.

Il Pascià aveva accordato a Gulbenkian la concessione sull'intero petrolio iracheno ma Gulbenkian ritenne più vantaggioso e opportuno disinvestire gran parte delle sue concessioni, così che gli altri investitori potessero sviluppare il tutto. Gulbenkian aveva d'altronde accresciuto notevolmente la propria ricchezza. Si dice che affermasse: "Meglio una piccola porzione di una grande torta, anziché una grossa porzione di una piccola".
Gulbenkian ammassò un'enorme fortuna e una collezione artistica che egli conservava in un museo privato nella sua abitazione di Parigi. La sua casa di quattro piani, tre più un seminterrato in Avenue d'Iéna si diceva fosse stipata di opere d'arte: una situazione che migliorò nel 1936, quando egli prestò una trentina di dipinti alla National Gallery di Londra e le sue sculture egizie al British Museum. Fu presidente dell'Armenian General Benevolent Union (AGBU) dal 1930 al 1932, dimettendosi come risultato di una campagna diffamatoria condotta dal governo socialista sovietico d'Armenia.
Nel 1938, prima dello scoppio della seconda guerra mondiale, Gulbenkian incorporò a Panama una società per controllare solidamente i suoi beni nel settore petrolifero. Fu da questa "Participations and Explorations Corporation" che derivò il nome Partex (ora "Partex Oil and Gas (Holdings) Corporation", sussidiaria della Fondazione Calouste Gulbenkian (Fundação Calouste Gulbenkian), che ha il suo quartier generale a Lisbona).
All'inizio del secondo conflitto mondiale, essendogli stato riconosciuta l'immunità diplomatica, come Secondo Consigliere della Legazione persiana a Parigi, Gulbenkian seguì il governo francese quando esso fuggì a Vichy. Come conseguenza - malgrado i suoi legami con il Regno Unito - fu provvisoriamente dichiarato "nemico straniero" (alien) dal governo di Sua Maestà, e gli furono sequestrati i suoi assets petroliferi, anche se gli furono poi restituiti con un indennizzo alla fine della guerra.

Lasciò la Francia a fine 1942 per Lisbona, dove visse fino alla morte, in una suite del lussuoso Aviz Hotel. Sua moglie, armena anch'ella, morì nel 1952 e gli dette due figli, Nubar e Rita, che sarebbe diventata moglie del diplomatico iraniano Kevork Loris Essayan.

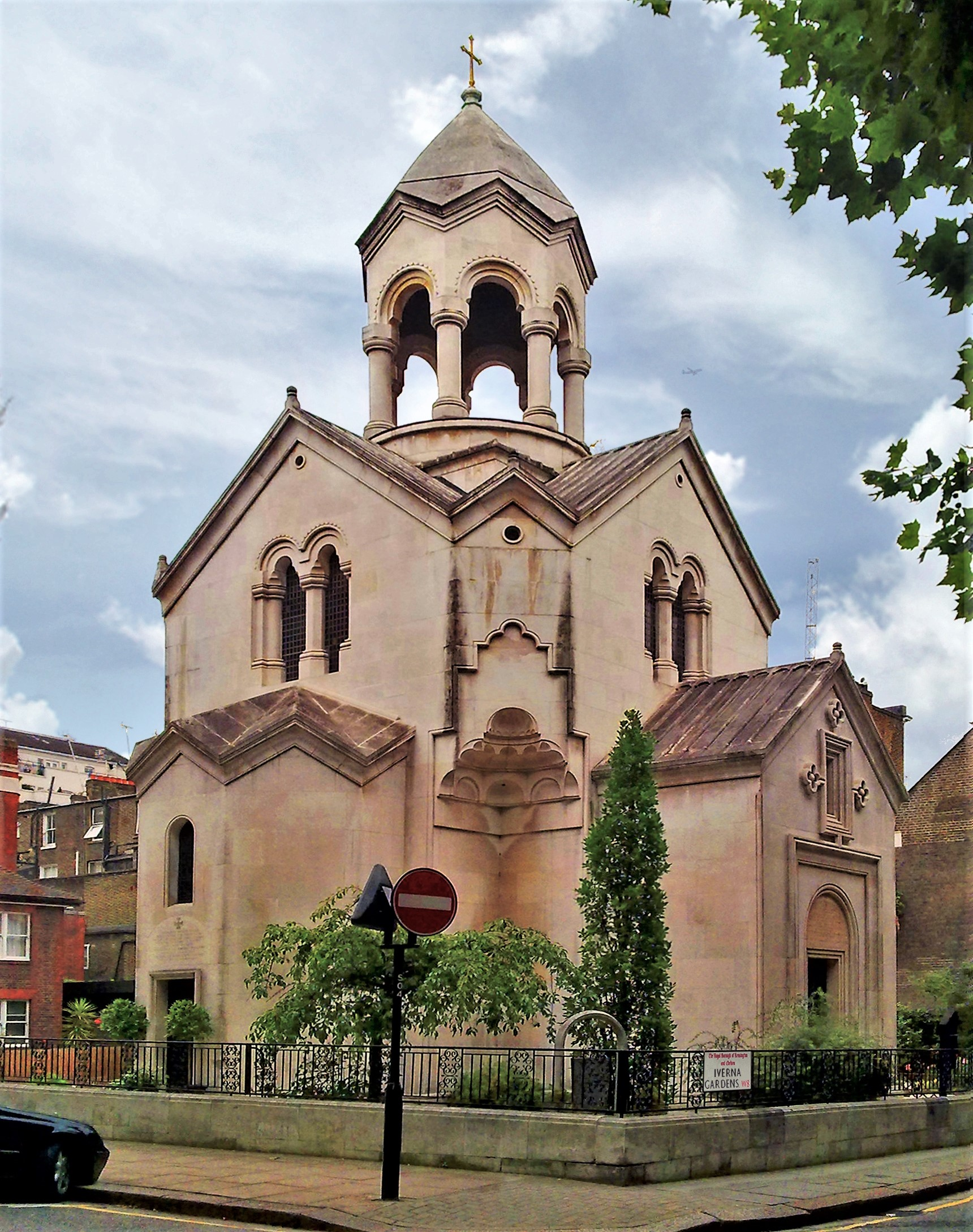
La chiesa di St Sarkis, a Kensington (Londra), che fu finanziata da Gulbenkian.

È sepolto nella chiesa armena di St Sarkis, a Kensington (Londra), finanziata da lui stesso, per provvedere al "conforto spirituale" della comunità armena e come luogo di ritrovo per "gli Armeni dispersi", come scrisse Gulbenkian al Catholicos di tutti gli Armeni.
Al momento della sua morte nel 1955, la fortuna di Gulbenkian era stimata tra i US$280 milioni e i US$840 milioni. Dopo che i suoi discendenti ricevettero le somme loro spettanti, il restante della sua ricchezza e la collezione d'arte furono legate alla Fondazione Calouste Gulbenkian, con US$300.000–$400.000 riservate alla Cattedrale di Echmiadzin a Echmiadzin (nell'odierna Armenia), allorché le relazioni con l'Unione Sovietica lo avessero consentito. La Fondazione agisce nel campo dell'assistenza caritatevole, dell'istruzione artistica e scientifica, e gli amministratori nominati da Calouste Gulbenkian furono il suo amico di tutta una vita, il Barone Radcliffe di Werneth, l'avvocato di Lisbona José de Azeredo Perdigão e il genero di Gulkbenkian, Kevork Loris Essayan. La Fondazione elesse Lisbona come propria sede, come pure quella del Calouste Gulbenkian Museum (Museu Calouste Gulbenkian) per rendere visibile la sua collezione artistica.
Nel gennaio del 2012 fu reso noto che Gulbenkian aveva rifiutato nel 1951 il cavalierato dell'Ordine dell'Impero britannico (Knight Commander of the Order of the British Empire (Cavaliere Commendatore dell'Ordine dell'Impero Britannico, KBE) concessogli da Re Giorgio VI.

## Lavori pubblicati
- La Transcaucasie et la péninsule d'Apchéron; souvenirs de voyage, Parigi, Librairie Hachette, 1891.